# Glazuur (aardewerk)

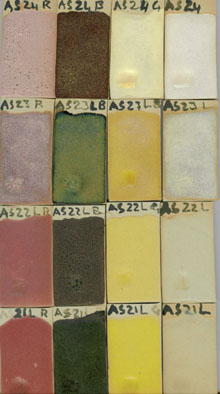
Glazuurproeven gestookt in een oxiderende atmosfeer bij 1250 °C, in een elektrische oven

Glazuur is een dunne glasachtige laag aangebracht op aardewerk, dakpannen, bakstenen, plavuizen, wandtegels en andere gebakken materialen om deze te beschermen dan wel te versieren of te verbeteren. Door het glazuren wordt aardewerk minder poreus, waardoor het geschikt wordt voor het bewaren van vloeistoffen. Het glazuur waarmee een voorwerp van klei wordt geglazuurd, wordt gemaakt van verschillende chemische stoffen (vaak metaaloxiden) in poedervorm. De hoeveelheid van een bepaalde stof kan de kleur van het glazuur veranderen. Tot 1960 werd ook uraniumdioxide gebruikt als grondstof voor gekleurd glazuur.
Glazuren kan ook door het in de oven brengen van keukenzout, het zogenaamde zoutglazuur.
De functie van glazuur is:
1. het waterdicht maken van het keramisch voorwerp
2. het verfraaien van het voorwerp
3. het beschermen van het voorwerp tegen invloeden van buitenaf (vuil, zuren)
4. de duurzaamheid te verhogen
5. het gladder maken van het oppervlak, waardoor er minder vuil aanhecht

## Typen glazuren

### Fabrieksglazuren
Fabrieksglazuren zijn glazuren die op de scherf (het oppervlak, de ondergrond) geen fout meer geven, moleculair dicht van structuur zijn en die bij het aanbrengen altijd overal even dik zijn opgebracht, zodat steeds een constante kwaliteit kan worden gegarandeerd. Dit zijn vaak glazuren die bij sanitair- en grote tegelfabrikanten worden gebruikt, waarvan de receptuur geheim is en die nooit of pas na vele jaren gaat craqueleren.

### Nijverheidsglazuren
Dit zijn de glazuren die vaak door de kunstnijverheidsindustrie, de handwerkers zoals pottenbakkers, kunstenaars en kleine tegelfabriekjes zelf gemaakt worden. Deze glazuren worden vaak proefondervindelijk met enige basiskennis samengesteld. Vaak worden pigmenten en andere stoffen toegevoegd om bepaalde effecten te bereiken. Bekende voorbeelden zijn dan raku- craquelé - en kristalglazuren.

### Basisglazuur
Een basisglazuur is een gelijkmatig uitgesmolten, glanzend, helder, lichtdoorlatend glazuur in een van de drie temperatuurgebieden. Alvorens een glazuur te ontwerpen maakt men altijd eerst een basisglazuur en voegt er daarna verschillende kleurcomponenten aan toe.

### Matte glazuur
Matte glazuur is een basisglazuur met een glazuurfout die de mattering veroorzaakt. Mattering is in feite kristalvorming en ontstaat vooral tijdens het stollingsproces.

### Craquelé (haarscheuren in het glazuur)
Craquelé is een glazuurfout die in artistiek keramische uitingen wordt gezocht om de esthetische kwaliteit. Hij wordt veroorzaakt door het verschil in oppervlakte-spanning van de scherf en die van de glazuur.

## Stooktemperatuur
We onderscheiden drie temperatuurgebieden die te maken hebben met het moment waarop glazuur smelt en stolt. Niet geheel toevallig houden die verband met de temperatuur waarop ook de onderliggende scherf al dan niet vervormt.

### Temperatuurgebied 950°C - 1050°C
Aardewerk- en rakuglazuren. Stooktemperatuur: 950 °C tot 1050 °C. Scherf: aardewerkklei, vaak geel- of roodbakkend, neemt water op en vervormt boven 1100 °C. Vindplaatsen: overal ter wereld maar vooral Nederland, Deltagebieden en Australië.

### Temperatuurgebied 1140°C - 1280°C
Steengoedglazuren. Stooktemperatuur: tussen 1180 °C en 1280 °C. Veelgebruikte werktemperaturen zijn 1140 °C en 1250 °C. Scherf van steengoedklei, een secondaire klei die dichtsintert en daardoor waterdicht is. Vele kleuren, vaak beige of roze. Vervormt bij 1280 °C tot 1300 °C. Vindplaatsen: overal ter wereld maar vooral Groot-Brittannië, Frankrijk, Verenigde Staten en Duitsland.

### Temperatuurgebied 1220°C - 1300°C
Steengoed- en porseleinglazuren tussen 1220 °C en 1300 °C. Meestgebruikte werktemperatuur is 1280 °C.
Scherf van porselein, een primaire zuiver witte klei die verglaast en daardoor waterdicht is. Kleur wit, tegenwoordig ook met kleurtoevoegingen te koop. Vervormt boven 1300 °C. Vindplaatsen: vooral Azië en Japan. Vindplaatsen in Europa: Limoges, Sèvre en Meißen. Europese vindplaatsen zijn minder van kwaliteit.

## Grondstoffen voor glazuren
Hoofdgrondstof voor glazuur is net als bij glas, siliciumoxide (SiO2) dat in de mineralen kwarts en zand te vinden is. De samenstelling van glazuur bestaat uit drie groepen oxiden.
1. De smeltmiddelen of basegroep bijvoorbeeld kalium (K), natrium (Na) of lithium (Li). Deze zouten zijn te vinden in veldspaten (een mineraal dat in de natuur voorkomt en wordt gedolven).
2. De middengroep of het geraamte, het bindmiddel, meestal aluminiumoxide(Al2O3) wordt aangetroffen in kaolien. Kaolien is een zuivere vorm van porseleinaarde, ook wel Chinaclay genoemd.
3. De glasvormers of zuurgroep. De al eerder genoemde siliciumoxide die we in kwarts en zand aantreffen.

### Voorbeeld
Als voorbeeld geven we een recept en een chemische formule voor een basisglazuur (dit is een blank ongekleurd glanzend glazuur) voor steengoedklei ter illustratie, bij een smeltpunt van 1180 °C.
Het recept geeft de gewichtsverhouding van de af te wegen grondstoffen weer. De chemische formule, de Segerformule, geeft de scheikundige samenstelling van zuren, zouten en oxiden weer.
| smeltmiddelen | smeltmiddelen | samenbinder  | samenbinder  | glasvormer   | glasvormer   |
| linkergroep   | linkergroep   | middengroep  | middengroep  | rechtergroep | rechtergroep |
| base          | base          | Segerformule | Segerformule | zuren        | zuren        |
| ------------- | ------------- | ------------ | ------------ | ------------ | ------------ |
| 0,13          | K2O           | 0,20         | Al2O3        | 1,7          | SiO2         |
| 0,44          | CaO           | 0,33         | B2O3         |              |              |
| 0,22          | MgO           |              |              |              |              |
| 0,11          | BaO           |              |              |              |              |
| 0,11          | ZnO           |              |              |              |              |

| grondstof       | grammen  | grammen |
|                 | glanzend | mat     |
| --------------- | -------- | ------- |
| kaliveldspaat   | 42,03    | 40,56   |
| calciumboraat   | 14,26    | 13,76   |
| dolomiet        | 6,94     | 6,7     |
| magnesiet       | 3,17     | 3,06    |
| bariumcarbonaat | 7,43     | 7,17    |
| zinkoxide       | 3,06     | 2,95    |
| kaolien         | 6,81     | 25,36   |
| kwarts          | 16,30    | 0,44    |